# Ischnoceros kirishimensis
Ischnoceros kirishimensis är en stekelart som beskrevs av Kusigemati 1984. Ischnoceros kirishimensis ingår i släktet Ischnoceros och familjen brokparasitsteklar. Inga underarter finns listade i Catalogue of Life.